# Podłubek
Podłubek – do końca 2017 roku część wsi Rytro w gminie Rytro w powiecie nowosądeckim w województwie małopolskim. Miejscowość zniesiona 1 stycznia 2018.
Osiedle położone jest w zachodniej części wsi około 1 km od centrum, u podnóży Mikołaski, na wysokości 380 m n.p.m., przy granicy z Roztoką Ryterską po lewej stronie drogi do doliny Małej Roztoki.
Wnętrza budynku byłego Nadleśnictwa, będącego obecnie własnością prywatną, od listopada do grudnia 2011 i w styczniu 2012 służyły jako plan filmu "Obława" w reżyserii Marcina Kryształowicza.

## Etymologia
Na współczesnych mapach turystycznych i w przewodnikach Podłubek umieszczany jest błędnie na Mikołasce albo w dolinie Kordowca.

## Literatura
- E. Pawłowski "Nazwy terenowe Ziemi Sądeckiej" .Ossolineum.1984
- A. Matuszyk "Beskid Sądecki. Pasmo Radziejowej ". Kraków 1999.
- Mapy Beskidu Sądeckiego.